# Jarno Thierens
Jarno Thierens (26 oktober 1998) is een Belgische weg-  en baanwielrenner die actief is in het para-cycling.

## Biografie
Begin 2011 werd Thierens aangereden op zijn fiets, als gevolg van dit ongeluk verloor hij zijn rechtervoet.
In 2012 begon Thierens met zwemmen bij zwemclub DIWI. Thierens is actief in het wielrennen sedert najaar 2021.
In 2022 stopt Thierens met zwemmen ten gevolge van een schouderblessure, en legt zich toe op het wielrennen.

## Palmares
2021
Europees Kampioenschap para-zwemmen 50m vrij 7e
Europees Kampioenschap para-zwemmen 100m vrij 7e
Europees Kampioenschap para-zwemmen 400m vrij 7e
Europees Kampioenschap para-zwemmen 100m vlinder 9e
Europees Kampioenschap para-zwemmen 100m rugslag 9e
Europees Kampioenschap para-zwemmen 200m wisselslag 6e
2022
Wereldkampioenschappen baanwielrennen para-cycling Sprint 8e
Wereldkampioenschappen baanwielrennen para-cycling Kilometer 6e
Wereldkampioenschappen baanwielrennen para-cycling Achtervolging 13e
Wereldkampioenschappen baanwielrennen para-cycling Scratch 14e
Wereldkampioenschappen baanwielrennen para-cycling Omnium 10e
2023
Wereldkampioenschappen baanwielrennen para-cycling Sprint 3e
Wereldkampioenschappen baanwielrennen para-cycling Kilometer 5e
Wereldkampioenschappen baanwielrennen para-cycling Achtervolging 10e
Wereldkampioenschappen baanwielrennen para-cycling Scratch 15e
Wereldkampioenschappen baanwielrennen para-cycling Omnium 8e
Wereldkampioenschappen para-cycling tijdrit 13e
Wereldkampioenschappen para-cycling wegrit 19e
2024
Wereldkampioenschappen baanwielrennen para-cycling Sprint 5e
Wereldkampioenschappen baanwielrennen para-cycling Kilometer 5e
Wereldkampioenschappen baanwielrennen para-cycling Achtervolging 15e
Wereldkampioenschappen baanwielrennen para-cycling Teamsprint 8e
Wereldkampioenschappen baanwielrennen para-cycling Omnium 10e